# Иванов, Владимир Юрьевич
Владимир Юрьевич Иванов (9 февраля 1976) — российский футболист, защитник.
Воспитанник СК «Металлург» Златоуст, за «Металлург» выступал в 1993—1995 годах в первенстве КФК, в 1994 году в 27 матчах забил 18 мячей. В дальнейшем выступал за «Горняк» Качакнар (1995—1997, третья лига), «УралАЗ» Миасс (1997—1999, второй дивизион), «Носта» Новотроицк (2000, первый дивизион; 2001, второй дивизион), «Содовик» Стерлитамак (2002—2005, второй дивизион). В 2006—2016 годах играл за клуб первенства ПФЛ «Зенит»/«Челябинск» — 262 игры, 22 гола. Всего в профессиональных лигах сыграл 535 матчей, забил 70 голов. Дважды участвовал в 1/8 Кубка России — в розыгрыше 2001/02 в составе «Носты» (проигрыш в гостях «Амкару» 1:4) и в розыгрыше 2009/10 в составе «Челябинска» (проигрыш дома «Мордовии» 0:2). С 2016 года играл за клуб первенства ЛФЛ «Шахтёр» из Коркино.